# Les Gonaïves
Les Gonaïves este o comună din arondismentul Les Gonaïves, departamentul Artibonite, Haiti, cu o suprafață de 573,58 km2 și o populație de 324.043 locuitori (2009).